# Ursula Nordstrom
Ursula Nordstrom (* 2. Februar 1910 in New York City; † 11. Oktober 1988) war eine US-amerikanische Verlegerin von Kinder- und Jugendliteratur. Bei Harper & Row publizierte sie Kinderbücher, die heute als Klassiker gelten, wie Where the Wild Things Are / Wo die wilden Kerle wohnen, Stuart Little oder Wilbur und Charlotte. Nordstrom war federführend bei einem Paradigmenwechsel in der Kinderliteratur: An die Stelle von moralischen Geschichten rückten Werke, die die Vorstellungskraft und die Emotionen von Kindern ansprachen.

## Leben
Ursula Nordstrom wurde als Tochter der Varieté-Schauspieler Henry E. Dixey und Marie Nordstrom in New York City geboren. Sie besaß keinen College-Abschluss, belegte aber Wirtschaftskurse an der Scudder Preparatory School für Mädchen in New York.
1931 trat sie eine Stelle im "College Textbook Department" bei Harper & Brothers an.  1936 wurde sie Assistentin von Louise Raymond in der kleinen Abteilung "Books for Boys & Girls", 1940 Cheflektorin in der wachsenden Abteilung "Juvenile Literature". Bis 1973 führte und prägte sie dieses Segment des Verlagshauses, dessen Vizepräsidentin sie von 1960 an war.
1957 lancierte Nordstrom die bis heute erfolgreiche I Can Read!-Serie. Zu den von ihr betreuten und geförderten Autoren und Illustratoren zählten Margaret Wise Brown, E. B. White, Maurice Sendak, Ruth Krauss, Russell und Lillian Hoban, Syd Hoff, Crockett Johnson, Louse Fitzhugh, Crosby Bonsall, Else Homelund Minarik, Arnold Lobel und Anita Lobel, Jesse Jackson, John Steptoe, Mary Stoltz, Hilary Knight und Meindert DeJong. Nordstrom berücksichtigte ästhetische Kriterien in einer Zeit, als Bilder-, Kinder- und Jugendbücher nicht als Literatur galten. Auch inhaltlich zählte sie zur Avantgarde: Nordstrom engagierte sich für queere Kinderliteratur. Mit Du sagst ja, ich sag nein veröffentlichte sie das erste Kinderbuch, das sich mit Homosexualität auseinandersetzt und schrieb mit The Secret Language eines der ersten lesbischen Bücher für junge Leser. Zudem war sie Mentorin für queere Autoren wie Maurice Sendak, Margaret Wise Brown, Arnold Lobel, Louise Fitzhugh und M.E. Kerr.
Nach Beendigung ihrer Karriere als Verlegerin war sie bis 1979 als Chefredakteurin der ihr zu Ehren geschaffenen Verlagsmarke Ursula Nordstrom Books tätig.
Ursula Nordstrom starb 1988. In einem Brief an Maurice Sendak hatte sie 1973 gemeint, es wäre "nice", wenn auf ihrem Grabstein zu lesen stünde: [...] "was Mr. Sendak’s editor.” 1989 wurde sie posthum in die Publishing Hall of Fame aufgenommen.

## Veröffentlichungen (Auswahl)
- mit Mary Chalmers (Ill.): The Secret Language. Harper & Row, New York, 1960.
- Dear Genius.The Letters of Ursula Nordstrom (Hg.: Leonard S. Marcus), HarperCollins, New York, 1998, Taschenbuchausgabe 2000, ISBN 9780064462358

## Auszeichnungen
- 1972: Women’s National Book Association Award[4]
- 1980: Curtis Benjamin Award der Association of American Publishers

## Belege
1. 1 2  Susan Heller Anderson: Ursula Nordstrom, 78, a Nurturer Of Authors for Children, Is Dead. In: The New York Times. 12. Oktober 1988, ISSN 0362-4331 (nytimes.com [abgerufen am 13. September 2021]).
2. ↑  Mackenzi Lee: Kick-Ass Women. 52 wahre Heldinnen. 3.  Auflage. Suhrkamp, Berlin 2020, ISBN 978-3-518-46957-6, S. 135–138.
3. ↑  Mallory Ortberg: Maurice Sendak And His Editor Ursula Nordstrom: A Cautionary Tale. In: The Awl. 10. Oktober 2012, abgerufen am 10. November 2021.
4. ↑  WNBA Award Winners auf www.wnba-books.org.

| Personendaten    | Personendaten                         |
| ---------------- | ------------------------------------- |
| NAME             | Nordstrom, Ursula                     |
| ALTERNATIVNAMEN  | Little, Stuart                        |
| KURZBESCHREIBUNG | US-amerikanische Kinderbuchverlegerin |
| GEBURTSDATUM     | 2. Februar 1910                       |
| GEBURTSORT       | New York City                         |
| STERBEDATUM      | 11. Oktober 1988                      |